# Скейд (судно)

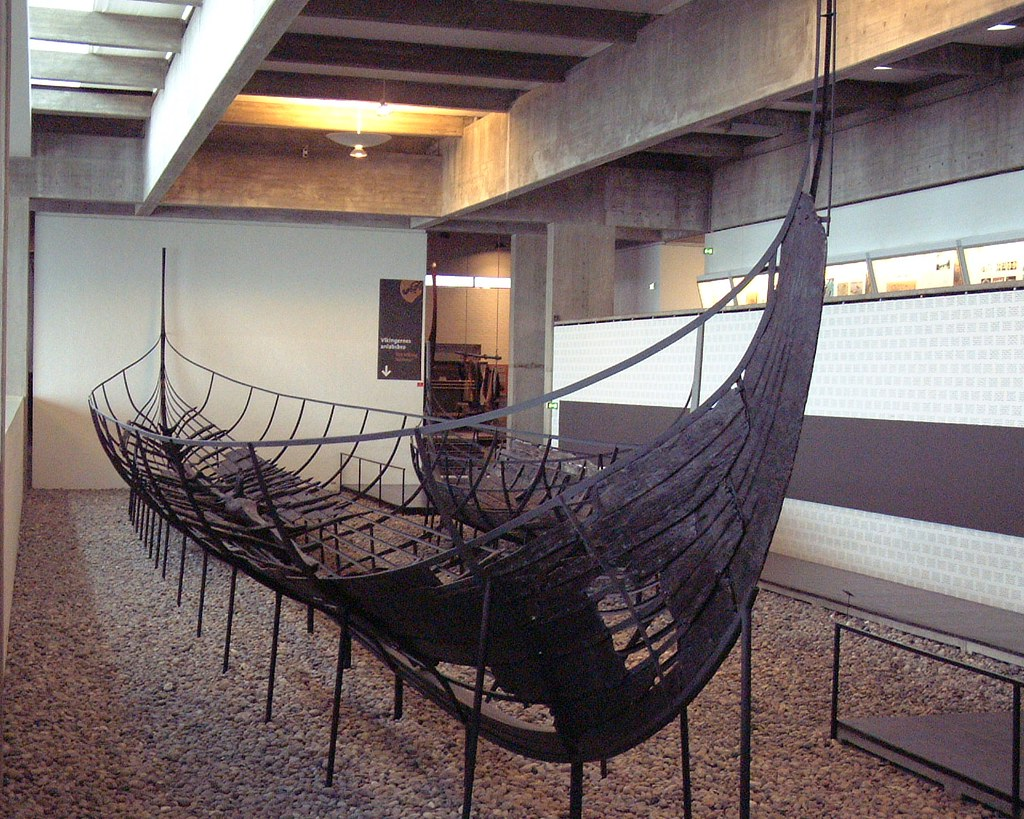
Скулелев-2, корабель вікінгів, затоплений в Данії в 1070 році відносять до скейдів.

Скейд (норв та дан. Skeide, від давньоскандинав. Skeið) — найбільший тип військових довгих кораблів вікінгів, що мав 20-40 пар весел та команду, яка в деяких випадках могла складатися з понад 100 чоловік. Скейди будувались на замовлення вождів та королів і складали в IX—X століттях основу бойового флоту вікінгів, до якого також могли входили інші типи кораблів — менші за розміром ніж скейди військові кораблі вікінгів типу снекья та карв, а також вантажні судна, такі як кнор та бірдин.

## Історія
Скейд — це тип бойового довгого корабля вікінгів, який з'являється в скандинавських сагах IX століття та продовжує згадуватись в Скандинаві протягом  Доби вікінгів та ще двох наступних за нею століть. Відповідно до літературних саг, ці кораблі з роками збільшувалися в розмірах. Є підстави вважати, що згодом такі кораблі почали будувати й за межами Скандинавії, наприклад, в Англії та Ірландії. Також можливо, що skeiden виник як тип човна раніше, ніж в епоху вікінгів, і тому вони не завжди були великими кораблями з вітрилами, оскільки він згадується в Ynglingatal (27 14):
þá lét hann taka skeið, er hann átti, ok lét hlaða dauðum monnum ok vápnum 
  (потім він наказав взяти скейд, який мав, і наказав завантажити в нього мертвих людей і зброю)

## Археологічні знахідки

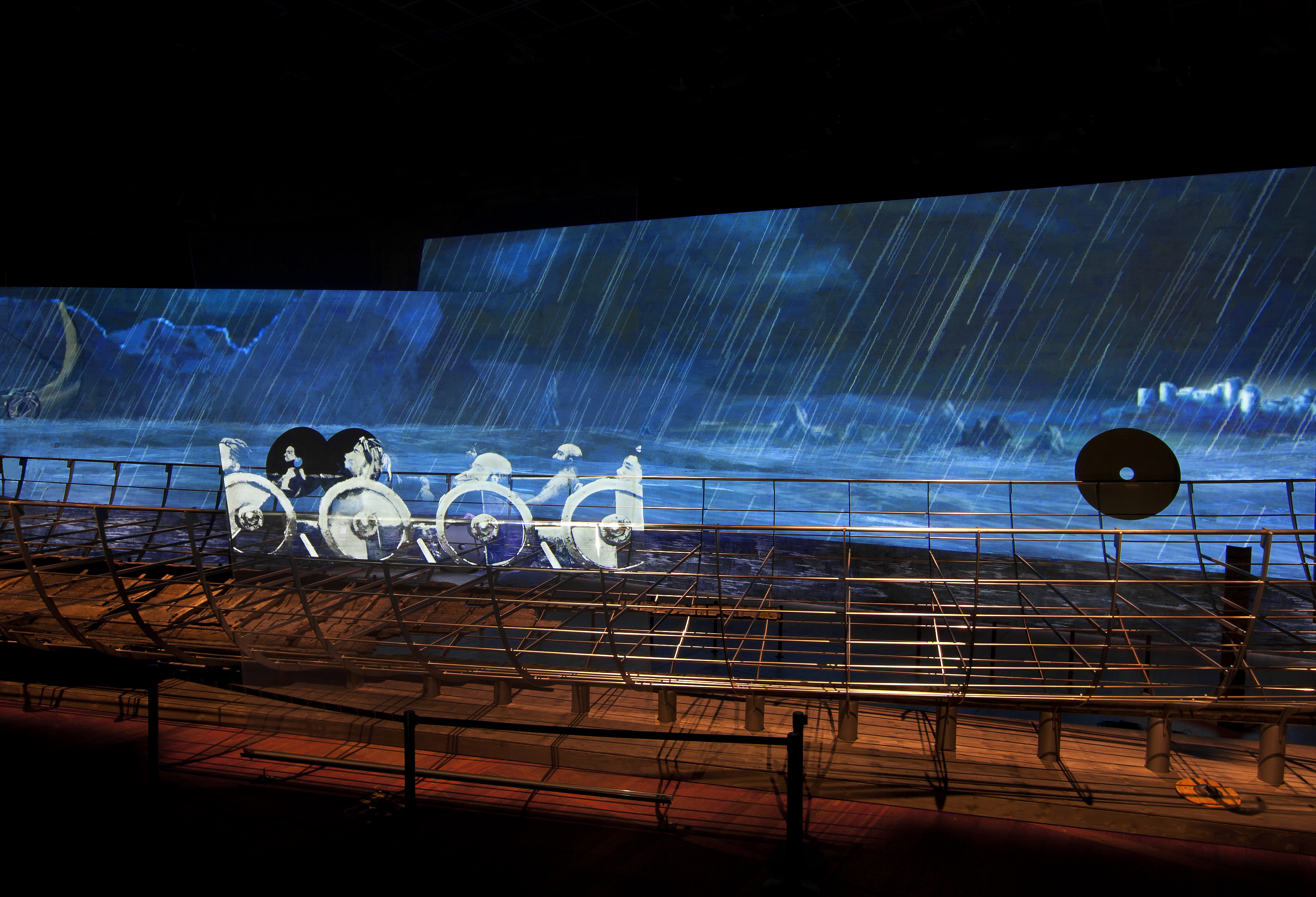
Роскілле-6 в експозиції Національного музею Данії

Відомості про скейди здебільшого походять із літературних джерел, такі як саги та трьох данських археологічних знахідок, кораблів Роскілле-6, Скулелев-2 і Хедебю-1.
Корабель Роскілле-6 мав приблизно 36 м завдовжки та 3,5 м завширшки, а отже, співвідношення довжини/ширини 11:1, що є дуже високим показником. За оцінками данських археологів, екіпаж мав становити близько 100 чоловік, з них 78 веслярів.
Довжина Скулелев-2 становила 29,4 м, а ширина — 3,8 м, що дає співвідношення довжина/ширина приблизно 7,7:1. Це робить його значно ширшим, ніж два інших скеди, тому можна припустити, що їх ширина дуже різнилася.
Існує трохи більше невизначеності щодо Хедебю-1, оскільки цей корабель був у дуже поганому стані й велика частина його втрачена. З нього збереглося лише 16 метрів. Однак, ґрунтуючись на товщині дошок обшивки та розташування щогли, дослідики підрахували, що оригінальний корабель мав приблизно 30,9 м в довжину і 2,7 м в ширину. Це дає співвідношення довжина/ширина приблизно 11,4:1, що близько до пропорцій Роскілле-6.

## Опис

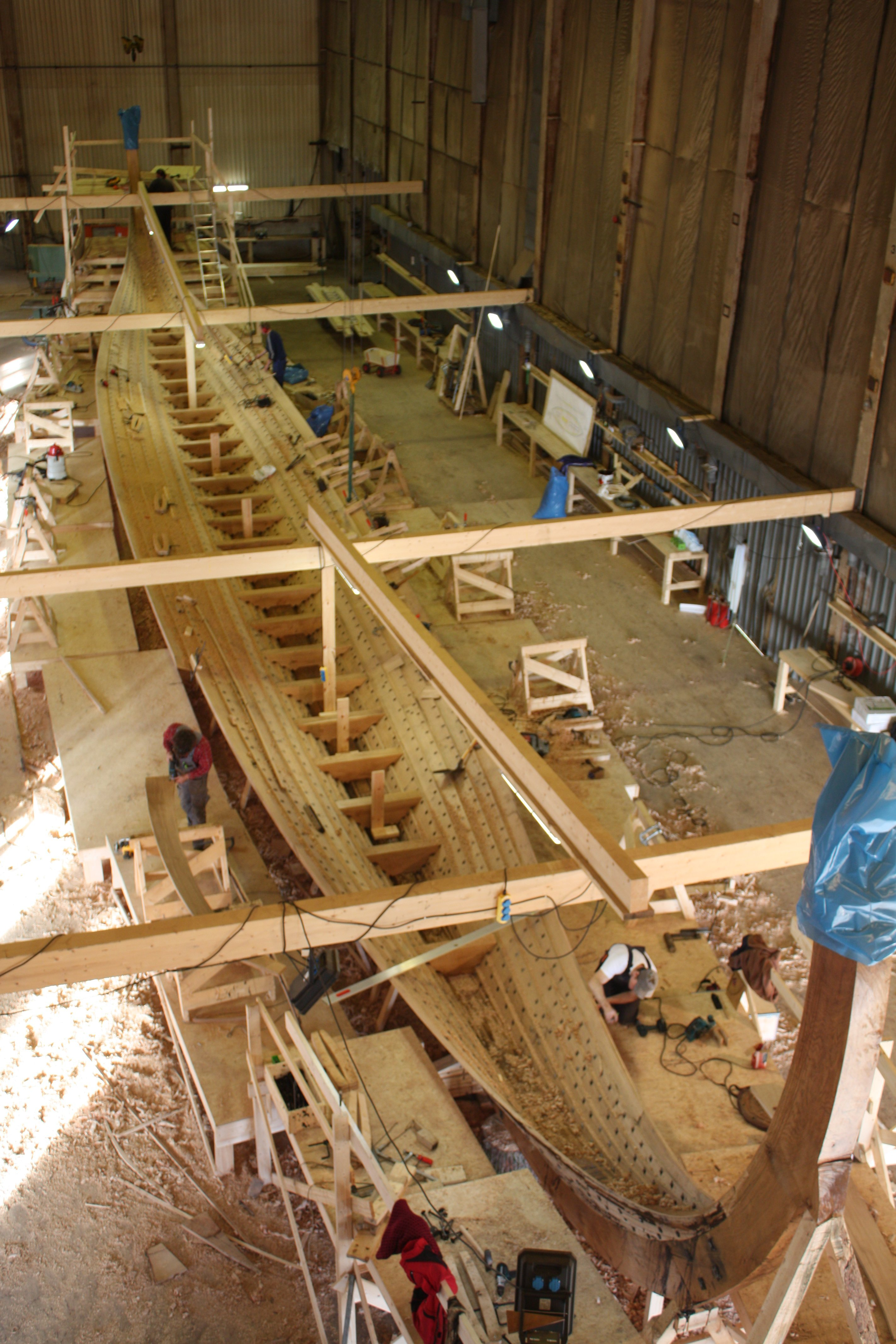
Будівництво 35-метрової репліки скейда Draken Harald Hårfagre

Скейд був військовим кораблем із низьким надводним бортом і довгим вузьким корпусом із низькою осадкою. Це був швидкий корабель, що міг пересуватись як на веслах, так і під вітрилами. Вітрила, ймовірно, використовувалися для подорожей на великі відстані. Скейди створювалися не як транспортний засіб для відкитого моря, хоча вони й мали такі морехідні якості, а як швидкі, легкі та маневрені гребні кораблі для використання в морських боях неподалік від узбережжя, у глибоких фіордах чи у великих річках. З розмірів найбільших відомих скейдів можна припустити, що на кожній лаві могло сидіти по чотири веслувальника, але розташування з двома гребцями на лаві, ймовірно, було більш поширеною практикою. Екіпаж скейда, імовірно, міг складати приблизно 60—70 чоловік, з яких 50 були веслярами, які разом з матросами, що відповідали за управління вітрилом та кермування становили переважну більшість складу корабля.
Саги не дають чітких відповідей на відмінності між різними типами кораблів, але припускають, що вони різнились за довжиною і пропорціями корпусу. Кнор, наприклад, був описаний як такий, що має «високу палубу, як на океанському кораблі». Це означає, що вікінги, очевидно, розрізняли кораблі, побудовані для відкритого моря, і кораблі, побудовані для інших цілей.

## Сучасні репліки скейдів

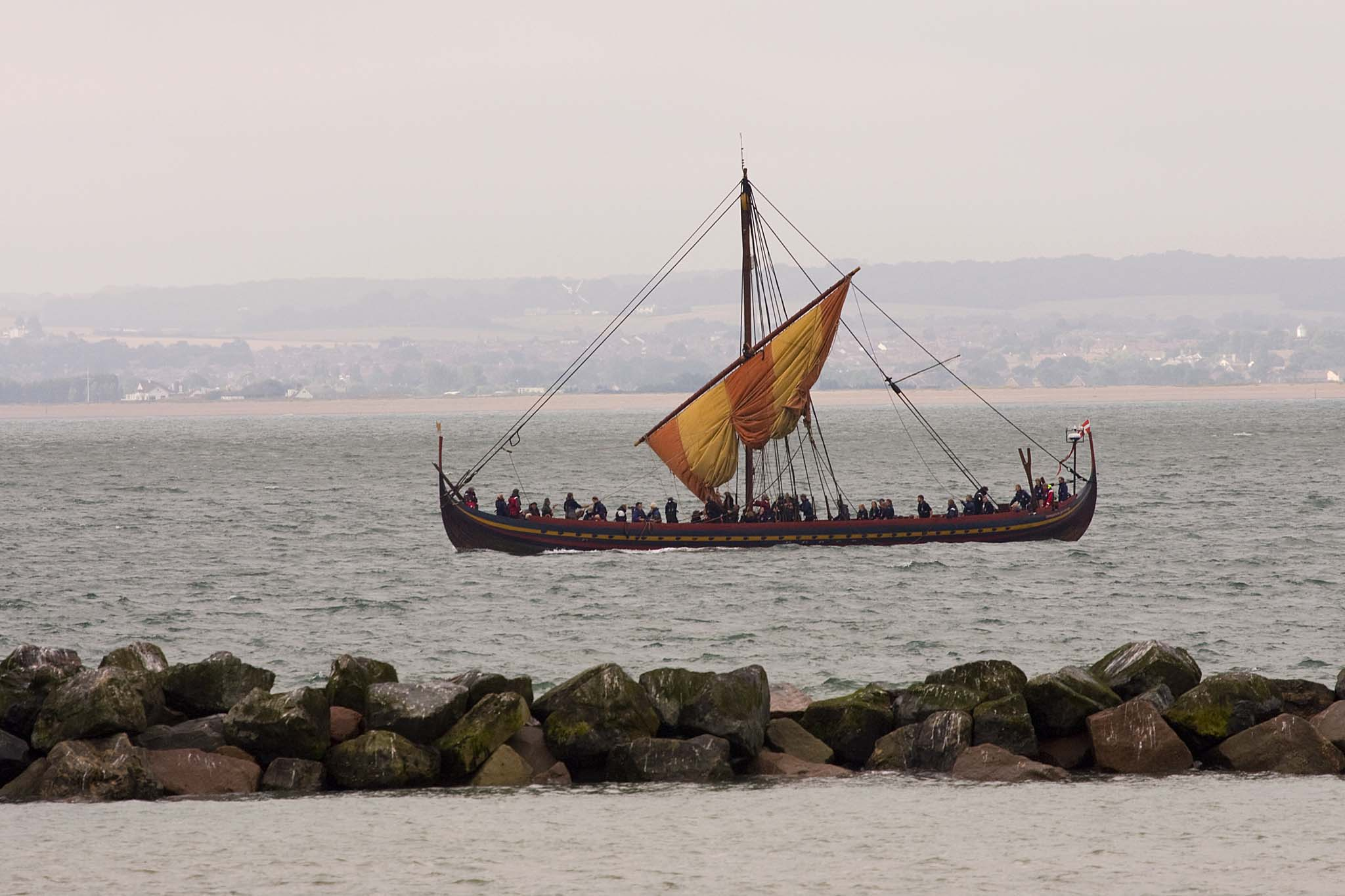
«Морський жеребець із Глендалоу» — сучасна репліка скейда

Музей кораблів вікінгів у Роскілле керував проєктом створення репліки корабля Скулелев-2, що отримала назву «Морський жеребець із Глендалоу». Проєкт тривав із серпня 2000 року по вересень 2004 року і включав майже 40 000 годин та коштував 1,34 мільйона євро. Влітку 2007 року «Морський жеребець» здійснив плавання з Роскілле в Дублін, повторюючи плавання оригінального корабля, а в 2008 році повернувся назад.
У 2012 році у Норвегії був спущений на воду 35-метровий довгий корабель типу скейд під назвою Draken Harald Hårfagre. У цього човна немає археологічно підтвердженого прототипу, але його збудували використовуючи оригінальні методи вікінгів та методи експериментальної археології.